# Fischbachtal (Landschaftsschutzgebiet, Neckar-Odenwald-Kreis)
Das Fischbachtal ist ein vom Landratsamt Buchen am 12. Juni 1956 durch Verordnung ausgewiesenes Landschaftsschutzgebiet auf dem Gebiet der Gemeinde Adelsheim im Neckar-Odenwald-Kreis.

## Lage
Das Landschaftsschutzgebiet liegt zwischen Roigheim und Sennfeld und umfasst das untere Fischbachtal. Es gehört zum Naturraum Bauland.

## Landschaftscharakter
Das enge Tal verläuft von Nordwesten nach Südosten und ist im oberen Teil vorwiegend bewaldet. Weiter Talabwärts befinden sich in der Talsohle einige Wiesen. Am Talausgang ins Seckachtal gehören noch einige Äcker und zwei Teiche zum Landschaftsschutzgebiet.

## Zusammenhängende Schutzgebiete
Ein Teil des Landschaftsschutzgebietes gehört zum FFH-Gebiet Seckachtal und Schefflenzer Wald, der im Landschaftsschutzgebiet liegende Teil des Seckachufers zum Vogelschutzgebiet Jagst mit Seitentälern. Das Schutzgebiet liegt im Naturpark Neckartal-Odenwald.